# Triton (måne)
 For alternative betydninger, se Triton (flertydig). (Se også artikler, som begynder med Triton)
Triton er planeten Neptuns største måne: Den blev opdaget den 10. oktober 1846 af William Lassell, blot 17 dage efter opdagelsen af Neptun. Triton kendes desuden også under betegnelsen Neptun I (I står i romertal for 1).

## Navngivning
Triton er opkaldt efter havguden Triton fra den græske mytologi; dette navn blev foreslået i 1880 af den franske astronom Camille Flammarion. William Lassell, som havde opdaget Triton, foreslog aldrig selv noget navn, selv om han siden hen gav navne til Saturn-månen Hyperion og Uranus-månerne Ariel og Umbriel som han også opdagede.
Efter Flammarion var der flere andre der uafhægigt af ham fremkom med samme navneforslag, men indtil midten af det 20. århundrede blev Triton i den astronomiske litteratur blot kaldt for "Neptuns måne", evt. med en bemærkning om det foreslåede navn Triton. Det var muligvis opdagelsen af den næste Neptun-måne, Nereid i 1949, der ansporede den officielle vedtagelse af navnet Triton.

## Omløbsbane
Triton er den eneste af vort Solsystems store måner der har retrograd omløb, dvs. kredser den populært sagt "gale vej" rundt om "moderplaneten". Jupiter, Saturn og Uranus har talrige små måner med retrograd omløb, men den største af disse (Phoebe) er kun godt 200 kilometer i diameter, eller 8 procent af Tritons diameter.
En måne med retrograd omløbsretning kan ikke være dannet af samme "stykke" af den skive af gas og støv som Solsystemet er dannet af, så Triton må nødvendigvis være et objekt fra andre egne af solsystemet, muligvis fra Kuiper-bæltet, som på et tidspunkt er blevet "indfanget" i en lukket bane omkring Neptun. Denne teori forklarer også andre forhold vedrørende Neptuns måner: Nereid har en ekstemt "langstrakt" (excentrisk) omløbsbane, fordi dens bane blev forstyrret da Triton med dens betydelige masse og tyngekraft pludselig kom ind i Neptun-systemet. Andre måner blev ved den lejlighed helt "smidt ud" af deres baner omkring Neptun, og det forklarer hvorfor der er så "få" måner omkring Neptun, sammenlignet med de øvrige gasgiganter.
Da Triton blev "indfanget" i kredsløb omkring Neptun, har det til at begynde med været en temmelig "langstrakt" bane med stor excentricitet, men tidevandskræfterne har efterhånden "trukket" Triton ind i den omtent perfekte cirkelform den har i dag. Denne proces har samtidigt skabt varme inde i Triton — en varmekilde der har kunnet holde Tritons indre flydende i henved en milliard år, og der er da også tegn på at Tritons indre er "lagdelt" sådan at de tungeste stoffer er sunket ind mod centrum mens de lettere er "flydt ovenpå".
Tidevandskræfterne arbejder videre, og på grund af Tritons retrograde bevægelse vil dens bane langsomt blive tvunget gradvist tættere på Neptun. Om et sted mellem 1,4 og 3,6 milliarder år vil Triton passere Roche-grænsen, og derefter er det mest sandsynlige at Triton styrter ned på Neptun. Triton kan muligvis i stedet blive brudt op i sten- og ispartikler, der i så fald vil danne en ny planetring omkring Neptun.

## Årstider på Triton
Tritons omdrejningsakse hælder 157 grader i forhold til Neptuns omdrejningsakse, og 130 grader i forhold til baneplanet for Neptuns omløb omkring Solen. Nettoresultatet af denne usædvanlige omdrejningsakse gør, at hver af Tritons poler peger på et sted indenfor 40 grader fra retningen til Solen én gang for hvert af Neptuns omløb omkring Solen. Dette giver sandsynligvis anledning til markant forskellige "årstider" på Triton.

Da rumsonden Voyager 2 passerede Neptun og dens måner i 1989, vendte Triton sin sydpol mod Solen, og på den tid var det meste af Tritons sydlige halvkugle dækket af en "kappe" af frossen kvælstof og metan.

## Fysiske egenskaber
Triton har en massefylde på 2050 kilogram pr. kubikmeter, og her ud fra skønnes det at Triton består af ca. en fjerdedel vand-is og tre fjerdedele klippemateriale. Triton minder i størrelse og sammensætning om dværgplaneten Pluto, hvilket igen underbygger teorien om at Triton er et Pluto-lignende Kuiperbælte-objekt "indfanget" i kredsløb om Neptun.

### Atmosfære
Triton er en ganske tynd atmosfære af kvælstof og en lille smule metan; "lufttrykket" er på blot en hundrededel hektopascal. Trykket sætter en øvre grænse for temperaturen på "nogen og fyrre" grader Kelvin, eller i omegnen af −230 °C. Samtidig afslører den krystalfrom som den frosne kvælstof danner på Tritons overflade, at temperaturen dér må være mindst 35,6 Kelvin, eller −237,6 °C.

### Temperatur
Disse temperaturer er en kende lavere end gennemsnittet for Pluto (44 Kelvin eller −229 °C), men de lave temperaturer til trods, er Triton geologisk aktiv: Overfladen består af "nyt" materiale, og der er meget få kratre at se. Voyager 2 observerede adskillige isvulkaner der sendte flydende kvælstof, støv og metanforbindelser fra Tritons indre op til 8 kilometers højde over Triton-overfladen. Man mener det er de kraftige årstidsvariationer der er "drivkraften" til denne vulkanaktivitet.

### Tritons landskab
Overalt på Tritons overflade ses dalsænkninger og højderygge på kryds og tværts i et indviklet mønster, og man formoder at de skabes når overfladen skiftevis fryser til og tør op med årstidernes skiften.

## Mulighed for liv
På grund af den geologiske aktivitet og den mulige, indre opvarmning som følge af tidevandskræfter, er der blevet fremsat en teori om muligheden for at særlige Triton-livsformer kunne leve i et flydende "hav" under Tritons frosne overflade. Tilsvarende teorier er blevet fremsat om Jupiter-månen Europa.